# Застава града Краљева
Застава Краљева има истоветан мотив као штит грба. Штит је црвене боје са 7 златних краљевских круна, распоређених 2+2+2+1.
Град Краљево и градско насеље Краљево добили су своје хералдичко обележе које сведочи о имену, прошлости и знаменитости Краљева и његових житеља. Велики грб састоји се од седам златних краљевских венаца које означавају седам средњовековних крунисања Немањића обављених у Жичи: прво и друго крунисање Стефана Првовечаног, крунисања Радослава, Владислава, Уроша првог и два крунисања краља Драгутина, затим градски топоним и значај града који је настао у непосредној близини културних центара и великих светилишта, Студенице и Жиче. Но треба имати у виду да су венци Немањића били затвореног(византијског типа) за разлику од отворених венаца који су представљени на грбу.
Црвена боја је симбол краљевске порфире, зидова архиепископске цркве манастира Жиче и средњовековне српске хералдике. 